# Beritsholms län
Beritsholms län, även  Beritzholm, var ett danskt slottslän som troligen bildades under början av det danska inbördeskriget vilket pågick mellan 1250 och 1260. Länet omfattade Färs härad och styrdes från Beritsholms borg.

## Historia
Under 1200-talet hade organisationen med kungalev spelat ut sin roll, samtidigt med att högmedeltidens statsmakt och skatteväsende byggdes ut. Från den tiden och en bit in på 1300-talet organiserades den kungliga administrationen främst i så kallade slottslän. För att befästa kungens makt uppfördes runt om i Danmark kungliga och privata borgar byggda i sten och tegel, för förvaltningen och som militära stödjepunkter. På dessa riksfästen residerade länsmän (på danska lensmænd) rekryterade ur frälset.
De härader som omgav en borg anslogs för dess underhåll och försörjning av både civila och militära funktionärer. Tillsammans bildade häraderna ett slottslän. Det danska riket bestod av ett flertal slottslän av varierande storlek. Länsindelningen var inte fast utan kunde ändras av kungen när ny länsman utsågs.
Beritsholm omnämns första gången 1363, då kung Valdemar Atterdag förvärvade borgen av riddarna Holger Gregorsson till Vittskövle och Tuve Andersson Galen till Näsbyholm. Det pantsattes av Valdemar Atterdag till riddaren Mogens Munk och inlöstes 1402 av hans dotter Margrethe I. Omkring 1500 innehades Beritsholms län (Birridsholm) som pant för ett lån till Christian II av Oluf Jepsen Sparre och efter honom av hans broder riksrådet Mourids Jepsen Sparre. Denne bytte 1516 till sig länet med borgen mot Laholms slott. Eftersom Beritsholm var illa befäst och svårt att försvara, lades borgen ned och 1526 länet lades under Lindholmens län, med Mourids Sparre som länsherre för det sammanslagna länet.